# Amour entre adultes
Pour plus de détails, voir Fiche technique et Distribution.
Amour entre adultes (Kærlighed for voksne) est un film danois réalisé par Barbara Topsøe-Rothenborg, sorti en 2022.

## Fiche technique
- Titre original : Kærlighed for voksne
- Titre français : Amour entre adultes
- Réalisation : Barbara Topsøe-Rothenborg
- Scénario : Tiré du roman éponyme d'Anna Ekberg
- Musique :
- Photographie :
- Montage :
- Production :
- Société de production :
- Pays d'origine :  Danemark
- Langue originale : Danois
- Format : Couleur
- Genre : Thriller
- Durée : 104 minutes
- Date de sortie : 2022

## Distribution
- Dar Salim : Christian
- Sonja Richter : Leonora
- Sus Wilkins : Xenia